# Tamanovîci, Mostîska
Tamanovîci (în ucraineană Тамановичі) este un sat în comuna Mîșleatîci din raionul Mostîska, regiunea Liov, Ucraina.

## Demografie
Componența lingvistică a localității Tamanovîci
     Ucraineană (100%)
Conform recensământului din 2001, toată populația localității Tamanovîci era vorbitoare de ucraineană (100%).